# Визентау
Визентау (њем. Wiesenthau) општина је у њемачкој савезној држави Баварска. Једно је од 29 општинских средишта округа Форххајм. Према процјени из 2010. у општини је живјело 1.691 становника. Посједује регионалну шифру (AGS) 9474175.

## Географски и демографски подаци
Визентау се налази у савезној држави Баварска у округу Форххајм. Општина се налази на надморској висини од 305 m. Површина општине износи 6,4 km². У самом мјесту је, према процјени из 2010. године, живјело 1.691 становника. Просјечна густина становништва износи 264 становника/km².